# Ángel Alcalde
Ángel Alcalde Linares (Portugalete, 2 de mayo de 1943) es un político español de ideología independentista vasca, exdiputado y prófugo de la justicia durante más de una década debido a su relación con la banda terrorista ETA.

## Biografía
Ángel Alcalde nació en Portugalete, (Vizcaya, España) el 2 de mayo de 1943. Alcalde trabajaba como empleado de farmacia, estaba casado y tenía 2 hijos. En 1983 y 1987 formó parte de las listas electorales de Herri Batasuna al ayuntamiento de Portugalete, aunque sin ser elegido concejal. La actividad política de Alcalde fue de perfil bajo hasta 1989.
El 2 de agosto de 1988 fue detenido por la policía española bajo la acusación de colaborar con ETA. La policía se había incautado el año anterior unos informes manuscritos sobre posibles objetivos en posesión del dirigente etarra Santiago Arróspide Sarasola, Santi Potros, que estaban firmados por un tal Korta y tras su estudio la policía llegó a la conclusión de que Korta era un seudónimo utilizado por Alcalde. El fiscal pidió 8 años de cárcel para Alcalde y se fijó la fecha del juicio para febrero de 1990. Estando en prisión preventiva a la espera de juicio en la cárcel de Herrera de la Mancha, alcalde fue incluido por Herri Batasuna en su plancha electoral por la provincia de Vizcaya para las Elecciones Generales del 29 de octubre de 1989. La inclusión de presos relacionados con ETA en las planchas electorales solía ser una práctica habitual de HB.
HB obtuvo 2 diputados por Vizcaya en aquellas elecciones. El asesinato el 20 de noviembre de 1989 de Josu Muguruza, uno de los dos candidatos electos de HB por Vizcaya, hizo que Alcalde, el siguiente en la plancha electoral, pasara a ocupar el cargo de diputado dejado por su compañero de partido.
La condición de aforado que obtuvo Alcalde de su nueva condición de diputado, hizo que tuviera que ser liberado de prisión. El 4 de diciembre de 1989 obtuvo sus credenciales como diputado en la sesión de investidura del presidente Felipe González. Alcalde fue protagonista de un incidente en aquella sesión. Tanto él como sus compañeros de Herri Batasuna juraron la Constitución bajo la fórmula de por imperativo legal. Esta fórmula no fue aceptada por el presidente del Congreso Félix Pons que suspendió la sesión. En aquel momento Alcalde se encaró con el presidente González y le insultó públicamente en el Congreso y ante las cámaras de televisión. Unos días después el Congreso de los Diputados votó a favor de conceder el suplicatorio para que Alcalde pudiera ser juzgado por su supuesto delito en el Tribunal Supremo organismo que juzga a los aforados. El Tribunal Supremo ordenó el ingreso de Alcalde en prisión, pero para entonces este se había fugado ya de su domicilio. Desde el 12 de diciembre de 1989 Alcalde fue considerado en paradero desconocido.
Durante más de una década Alcalde llevó a cabo una vida de prófugo de la Justicia, viviendo en la clandestinidad. El hecho de que fuera miembro del Congreso de los Diputados en el momento de su desaparición le dio un caché especial entre el colectivo de fugados y exiliados vinculados a ETA y a la izquierda abertzale, convirtiéndolo en un símbolo. Alcalde reapareció en público en ocasiones puntuales; a los pocos días de su fuga dio una rueda de prensa en Bruselas. En febrero de 1990 apareció en París de nuevo ante los medios de comunicación para pedir públicamente a ETA y al Gobierno español que declararan una tregua bilateral. En 1991 apareció por sorpresa en un acto electoral de Herri Batasuna en San Sebastián y volvió a desaparecer. En 1995 fue condenado en rebeldía por un tribunal francés a 3 años de prisión en un macroproceso contra las redes de apoyo a ETA en la región de Bretaña. En 1999 prescribió el delito de colaboración con banda armada por el que estaba buscado en España desde su huida en 1989 y el Tribunal Supremo sobreseyó la causa.
A pesar de no tener causas pendientes en España, a solicitud del Gobierno español, Alcalde fue incluido en 2001 por la Unión Europea en la lista de individuos y organizaciones terroristas; y al año siguiente el Departamento del Tesoro de Estados Unidos hizo lo mismo.
En enero de 2003 reapareció por sorpresa en San Sebastián en un acto público en favor de la independencia como portavoz del colectivo vasco de huidos de la justicia e indicando que él, así como otros huidos de la justicia española, iban a regresar a sus localidades en un gesto de desafío a las autoridades españolas. Ese mismo mes Alcalde recibió un homenaje popular en su pueblo natal. Al no tener causas penales pendientes en España no fue detenido, por lo que pudo dejar su estatus de clandestinidad.
En septiembre de 2003 participó en un acto de homenaje al etarra muerto Arkaitz Otazua, que fue la causa de que se le imputara un delito de enaltecimiento del terrorismo, del que sería juzgado en 2005. En 2004 apoyó públicamente la candidatura de Herritarren Zerrenda a las elecciones europeas. En febrero de 2005 su actual compañera sentimental María Anunciación Alonso fue detenida en una operación contra la red de captación de ETA. El 12 de febrero Alcalde se encontraba en las cercanías de la Audiencia Nacional en Madrid para interesarse por la suerte de su compañera sentimental, cuando fue detenido a su vez. El juez Baltasar Garzón ordenó su prisión incondicional acusado de haber dado cobijo y ayudado en su huida a Francia a un miembro de ETA. En julio de 2005 fue condenado a año y medio de prisión por un delito de enaltecimiento del terrorismo. El 16 de febrero de 2006 fue puesto en libertad provisional tras pagar una fianza de 6.000 euros y pendiente de un juicio.